# 豫章平原
豫章平原，是长江中下游的一个滨湖平原，位于江西省中北部鄱阳湖南岸的赣抚流域地区，以平原上的著名城市南昌（豫章）得名。豫章平原被鄱阳湖、丘陵山脉环抱，地形环境相对独立，赣江、抚河等河流纵横、水系发达，气候温润，四季分明，雨量充沛，自古以来文化、经济繁荣，尤以发达的农业著称，至今仍為中国重要的粮食产地。主要包括：南昌、新建、丰城、樟树、高安、奉新、安义、永修、鄱阳、余干、进贤、东乡、临川等市县区。